# Yves Dreyfus
Pour les articles homonymes, voir Dreyfus.
Yves Dreyfus, né le 17 mai 1931 à Clermont-Ferrand et mort le 16 décembre 2021 à Ceyrat, est un escrimeur français. Membre de l'équipe de France d'épée, il est médaillé à plusieurs reprises aux Jeux olympiques et aux Championnats du monde.

## Palmarès

### Jeux olympiques
- Médaille de bronze à l'épée par équipe aux Jeux olympiques d'été de 1956 à Melbourne
- Médaille de bronze à l'épée par équipe aux Jeux olympiques d'été de 1964 à Tokyo
- Finaliste individuel (5e) aux Jeux olympiques d'été de 1960 à Rome

### Championnats du monde
Équipe
- Médaille d'or à l'épée en 1962 à Buenos Aires
- Médaille d'or  à l'épée en 1965 à Paris
- Médaille d'or  à l'épée en 1966 à Moscou
- Médaille d'argent à l'épée en 1961 à Turin
- Médaille d'argent à l'épée en 1963 à Gdansk
- Médaille d'argent à l'épée en 1967 à Montréal
- Médaille de bronze à l'épée en 1954 à Luxembourg

Individuel
- Médaille d'argent à l'épée en 1963 à Gdansk
- Médaille de bronze à l'épée en 1962 à Buenos Aires

### Jeux Méditerranéens
- Médaille d'or à l'épée en 1963 à Naples

### Championnats de France
Individuel
- 1 fois Médaille d'or à l'épée en 1964
- 2 fois Médaille d'argent à l'épée en 1954 et 1973

Équipe
- 3 fois Médaille d'or à l'épée en 1961, 1963, 1966

### Maccabiades
Individuel
- 2 fois Médaille d'or  à l'épée en 1961 et 1965
- 1 fois Médaille d'argent en 1957

Équipe
- 2 fois Médaille d'or en 1973 et 1977 avec mon fils Francis Dreyfus

### Autres
- Vainqueur et détenteur définitif du challenge Monal 1962
- Vainqueur des challenges et tournois internationaux de Heidenheim 1963 (2e en 1965)
- Vainqueur individuel et par équipes aux Maccabiades
- Vainqueur de la Coupe Sylvain-Ferri en 1964 (devant Claude Brodin)

## Distinctions
- Challenge National du Fair Play, décerné par le Comité olympique français (COF)
- Médaille du Comité national des Sports (CNS) (1963) pour le titre par équipe Buenos Aires en 1962
- Officier de l'ordre du Mérite sportif‎ (JO du 15 juin 1963)
- Ordre national du mérite (1966)
- Prix du Team de l'Académie des Sports (1966)
- Palmes académiques (2016)
- Prix Alain Calmat "Prix spécial du jury" dans le cadre des Prix Nationaux du FairPlay "Les Iris 2017" Association Française pour un Sport sans Violence et pour le Fair Play